# Une rose entre nous
Une rose entre nous è un cortometraggio del 1994 diretto da François Ozon.